# Personalverband des Bundes
Der Personalverband des Bundes (PVB) (französisch Association du personnel de la Confédération, italienisch Associazione del personale della Confederazione) ist eine schweizerische Gewerkschaft im Schweizerischen Gewerkschaftsbund (SGB). Seit seiner Gründung 1912 organisiert der PVB die Angestellten des Bundes, der bundesnahen Betriebe und des ETH-Bereiches. Das Zentralsekretariat befindet sich in Bern.
Der PVB wird präsidiert von Barbara Gysi, Nationalrätin der Sozialdemokratischen Partei Schweiz. Generalsekretär ist Jérôme Hayoz. 

## Organisation
Der PVB ist als Verein organisiert und politisch unabhängig.

### Die Delegiertenversammlung
Jährlich findet die Delegiertenversammlung (DV) statt. Jede Sektion ist in der ca. 70-köpfigen DV entsprechend ihrer Mitgliederzahl vertreten. Die Delegierten legen die Grundsätze der Verbandspolitik fest. Sie genehmigen Tätigkeitsberichte, Rechnung und Budget und wählen für zwei Jahre die Geschäftsleitung und die Kommissionen. Sie wählen die Verbandssekretärinnen und Verbandssekretäre sowie das Verbandspräsidium, Verbandsvizepräsidium und Verbandskassierin und Verbandskassier.

### Präsidenten- und Präsidentinnenkonferenz
Die Präsidentenkonferenz (PK) ist ein beratendes Gremium. Die Präsidentinnen und Präsidenten der Sektionen beraten über die Anträge an die Delegiertenversammlung und schlagen die strategische Stossrichtung vor.

### Geschäftsleitung
Die Geschäftsleitung (GL) besteht aus Verbandspräsidentin, Verbandsvizepräsident, Verbandskassier und vier Mitgliedern. Sie tagt in der Regel monatlich. Die GL steuert den PVB über Planung, Zielsetzung, Kontrollen. Sie ist für den Vollzug der DV-Beschlüsse verantwortlich. Die GL lenkt das Verbandssekretariat über Soll-Vorgaben, Rahmenentscheide und Grundsätze.
Die GL besitzt alle nicht ausdrücklich der Delegiertenversammlung vorbehaltenen Befugnisse. Sie erlässt insbesondere Reglemente, schliesst Verträge, bestellt nicht ständige Projektgruppen und genehmigt Weisungen, Sektionsstatuten, Wahlen und Anstellungsverträge des Verbandssekretariat (die Auswahl von Verbandssekretären erfolgt in Zusammenarbeit mit den betroffenen Sektionen).

### Kommissionen
Der PVB verfügt über folgende Kommissionen:
- Gleichstellungskommission und Gleichstellungsgruppen
- Kommission des ETH-Bereichs
- VBS-Kommission
- Geschäftsprüfungskommission

## Gewerkschaftliche Arbeit
Mit seinen 8'000 Mitgliedern ist der PVB der grösste Interessensvertreter der Angestellten des Bundes, der bundesnahen Betriebe und des ETH-Bereichs.
Der PVB ist ein anerkannter Sozialpartner auf der Ebene des Bundes und des ETH-Bereichs. Zu wichtigen Fragen wie Lohnbedingungen oder Reorganisationen verhandelt der PVB regelmässig mit dem Bundesrat oder den zuständigen Departementen und Ämtern des Bundes. 

## Weiteres
Der PVB unterstützt Solidar Suisse (bis 2011 Schweizerisches Arbeiterhilfswerk, SAH).